# Gunung Kualasikuleh
Gunung Kualasikuleh är ett berg i Indonesien.   Det ligger i provinsen Aceh, i den västra delen av landet, 1 700 km nordväst om huvudstaden Jakarta. Toppen på Gunung Kualasikuleh är 648 meter över havet.
Terrängen runt Gunung Kualasikuleh är kuperad.Runt Gunung Kualasikuleh är det mycket glesbefolkat, med 4 invånare per kvadratkilometer. I omgivningarna runt Gunung Kualasikuleh växer i huvudsak städsegrön lövskog.